# Ugo di Lincoln
Ugo di Lincoln (Avalon, 1135 circa – Londra, 17 novembre 1200) fu monaco alla Grande Chartreuse, poi priore della certosa di Witham e, infine, vescovo di Lincoln; fu proclamato santo da papa Onorio III il 18 febbraio 1220.

## Biografia
Nato in Francia, a otto anni, dopo la morte della madre, seguì il padre vedovo ritiratosi in un monastero certosino di Pontcharra. Affascinato dalla vita religiosa, divenne diacono e nel 1159 divenne monaco della Grande Chartreuse.
Nel 1179 venne inviato come priore nella certosa di Witham, nel Somerset, la prima fondazione certosina in Inghilterra. Ugo curò la diffusione del suo ordine nei territori britannici.
Nel 1186 il capitolo cattedrale di Lincoln lo elesse vescovo: Ugo ricevette la consacrazione episcopale a Westminster il 21 settembre di quell'anno.
Come vescovo di Lincoln, difese le libertà ecclesiastiche cercando di limitare le ingerenze reali nell'amministrazione della diocesi; promosse la riedificazione della cattedrale di Lincoln e l'ampliamento del coro della chiesa della Maddalena a Oxford.
Svolse missioni diplomatiche in Francia per conto di Riccardo Cuor di Leone e Giovanni Senza Terra. Venne avvelenato a Londra e morì dopo due mesi.

## Il culto
Venne proclamato santo da Onorio III nel 1220.
La sua memoria ricorre il 17 novembre. Dal Martirologio Romano: "A Lincoln in Inghilterra, sant'Ugo, vescovo, che, dopo essere stato monaco certosino, fu eletto vescovo di questa sede e si adoperò egregiamente sia in difesa della libertà della Chiesa sia per liberare gli Ebrei dalle mani dei nemici".
In arte è spesso rappresentato con l'abito certosino, i paramenti vescovili e in compagnia di un cigno bianco.

## Genealogia episcopale
La genealogia episcopale è:
- Papa Lucio III
- Papa Alessandro III
- Arcivescovo Richard of Dover
- Arcivescovo Baldwin of Forde
- Vescovo Hugh of Lincoln, O.Cart.